# ハイーネ・スタエレンス
ハイーネ・スタエレンス（Chaïne Staelens, 1980年11月7日 - ）は、オランダの元女子バレーボール選手。元オランダ代表。
デンソー、パイオニアでの登録名はシャイーヌ・スタエレンス。

## 来歴
ベルギー・コルトレイク出身。ベルギー出身だがバレーボールの将来性を考えた末、強豪として知られるオランダを選択した。
長身と指高の高さを活かしたスパイクを打つ。サーブレシーブでも中核を担う。オランダ代表のエースで精神的な部分でもチームを引っ張る。
1997年にオランダ代表に初選出され、1998年の世界選手権、2000年のシドニー五輪世界最終予選などにも出場した。 
2003年ヨーロッパ選手権に出場した。
2005年のワールドグランプリには仙台で開催された決勝ラウンドで同国のエースとして活躍した。2006世界選手権の中国戦で2セット取られてから3セット取り返す大逆転勝利を演じ、壮絶な打ち合いを演じ試合終了時に涙を流しながらフラフラになりチームメイトと抱き合い支えあった姿に会場から惜しみない拍手が送られた。
2007ワールドグランプリではフリール、フィッセールらとともにチームの快進撃を支え、同大会の初優勝に貢献した。
2009年モントルーバレーマスターズでベストサーバー賞を受賞し、同年8月のワールドグランプリで4位となった。ヨーロッパ選手権では銀メダルに輝いた。
2009年11月、Vプレミアリーグのデンソーエアリービーズに入団。2009/10Ｖプレミアリーグで3位、平成21年度全日本バレーボール選手権で準優勝の立役者となる。
2010年のワールドグランプリと世界選手権に出場した。同年10月にパイオニアレッドウィングスに入団した。日本のプレミアリーグでは4シーズンプレーした。
2011年ヨーロッパ選手権に出場した。
2013年5月、第62回黒鷲旗バレーボール大会を最後に現役引退。

## 人物
- キム・スタエレンスは実妹。
- 父親のジャン＝ピエール（ドイツ語版）はベルギー代表選手であった[2][3]。
- 2010年にパートナーのジョナサン・ウォルシュを心停止で亡くしている[3][4][5]。
- 2013年に膝の故障で現役引退してからはシッティングバレーボールに転向。2014年には世界選手権の代表に選出されたが、出場資格が得られなかった[3][6][7]。

## 球歴
- 世界選手権 - 2006年（8位）、2010年（11位）
- ワールドグランプリ - 2003年（4位）、2005年（6位）、2007年（優勝）、2009年（4位）、2010年（7位）
- 欧州選手権 -2003年（4位）、2005年（5位）、 2007年（5位）、2009年（準優勝）、2011年（7位）

## 所属クラブ
- Bonduelle/VVC Vught  Hollanda （1997-1998年）
- Vanilla VC Weert  Hollanda （1998-2000年）
- レクソーナ・アデス （2000-2001年）
- ヴィチェンツァ・バレー （2001-2002年）
- USC Münster （2003-2004年）
- Grissin Bon Reggio Emilia （2004-2005年）
- DELA Martinus Amstelveen  （2005-2008年）
- ディナモ・モスクワ（2008-2009年）
- デンソーエアリービーズ （2009-2010年）
- パイオニアレッドウィングス （2010-2013年）